# سورگوت ۹۵۶۷
سیارک ۹۵۶۷ (به انگلیسی: 9567 Surgut، نامگذاری:1987US4) نه هزار و پانصد و شصت و هفتمین سیارک کشف شده‌است که در ۲۲ اکتبر ۱۹۸۷ کشف شد.
قدر مطلق سیارک برابر ۱۴٫۴۰ است.